# 亞納馬尤山
19°42′30″S 65°36′50″W / 19.70833°S 65.61389°W
亞納馬尤山（Yana Mayu），是玻利維亞的山峰，位於該國西南部波托西省，處於哈通昆圖里里山東北面，屬於安第斯山脈中波托西山脈的一部分，海拔高度4,797米。